# Romereifeldgraben
Der Romereifeldgraben ist ein eineinhalb Kilometer langer Bach, der den Weiler Romerei durchfließt und in Wittgendorf in das Wittgendorfer Wasser mündet. Wie viele andere Bäche in der Oberlausitz führt der Romereifeldgraben abhängig von der Jahreszeit mehr oder weniger Wasser. Im Sommer kommt es teilweise vor, dass der Bach trocken liegt.